# The Prussian Spy
The Prussian Spy é um filme mudo norte-americano de 1909 em curta-metragem, do gênero espionagem, dirigido por D. W. Griffith. Produzido e distribuído por Biograph Company, o filme foi interpretado pelos atores Marion Leonard, Harry Solter, Owen Moore, Arthur Johnson, Mack Sennett e David Miles.